# ديفيد لاجو
ديفيد لاجو (بالإنجليزية: David Lago) هو مغني وممثل أمريكي، ولد في 18 يناير 1979 في داوني في الولايات المتحدة.

## وصلات خارجية
- ديفيد لاجو على موقع IMDb (الإنجليزية)
- ديفيد لاجو على موقع ألو سيني (الفرنسية)
- ديفيد لاجو على موقع أول موفي (الإنجليزية)
- ديفيد لاجو على موقع قاعدة بيانات الفيلم (الإنجليزية)
- ديفيد لاجو على موقع كينوبويسك (الروسية)